# Stazione di Linum narbonense
Stazione di Linum narbonense este o arie protejată (arie specială de conservare — SAC, sit de importanță comunitară — SCI) din Italia întinsă pe o suprafață de 8,28 ha, integral pe uscat.

## Localizare
Centrul sitului Stazione di Linum narbonense este situat la coordonatele 44°25′16″N 7°16′48″E / 44.421°N 7.28°E.

## Înființare
Situl Stazione di Linum narbonense a fost declarat sit de importanță comunitară în septembrie 1995 pentru a proteja 1 specie de plante. Situl a fost protejat și ca arie specială de conservare în februarie 2017.

## Biodiversitate
Situată în ecoregiunea alpină, aria protejată conține 1 habitat natural: Pajiști uscate seminaturale și facies de acoperire cu tufișuri pe substraturi calcaroase (Festuco-Brometalia) (* situri importante pentru orhidee).
La baza desemnării sitului se află o specie protejată de  plante: Gentiana ligustica
Pe lângă speciile protejate, pe teritoriul sitului au mai fost identificate 6 specii de plante, 1 specie de mamifere.